# Свэйман, Джереми
Джереми Свэйман(англ. Jeremy Swayman; род. 24 ноября 1998, Анкоридж) — американский хоккеист, вратарь клуба НХЛ «Бостон Брюинз» и сборной США. Чемпион мира 2025 года.

## Карьера

### Клубная

#### USHL
На юниорском уровне выступал за команду «Су-Фолс Стэмпид», выступающей в USHL; по итогам сезона 2016/17 он вошёл в список самых перспективных вратарей из Северной Америки. На драфте НХЛ в 2017 году он был выбран в 4-м раунде под общим 111-м номером клубом «Бостон Брюинз».

#### NCAA
На студенческом уровне с 2017 по 2020 год выступал за команду «Мэн Блэк Бэрс», представляющий Университет Мэна; по итогам сезона 2017/18 он вошёл в сборную новичков Востока. По итогам сезона 2019/2020 он получил ряд различных наград, среди которых была премия Майка Рихтера, как лучшему вратарю лиги.

#### НХЛ
18 марта 2020 года подписал с клубом «Бостон Брюинз» трёхлетний контракт новичка. Впервые сыграл в НХЛ 6 апреля 2021 года в матче с «Филадельфией»; матч завершился победой «мишек» 4:2. 16 апреля в матче с «Нью-Йорк Айлендерс» состоялся его первый шатаут; матч закончился сухой победой «Бостона» 3:0.
С сезона 2021/22 стал одним из двух основных вратарей команды; в феврале 2022 года получил награду как лучший новичок месяца. В новом сезоне вместе с Линусом Улльмарком они стали основными вратарями «Брюинз», а по итогам сезона получили Уильям М. Дженнингс Трофи, приз, вручаемый вратарям, которые пропустили наименьшее количество шайб.

### Сборная
В составе молодёжной сборной на МЧМ-2018 стал обладателем бронзовых медалей.
Присоединился к сборной США по хоккею по ходу ЧМ-2022. На турнире стал основным вратарём сборной, сыграл 7 матчей и оформил 2 шатаута; американцы заняли на турнире 4-е место, уступив в матче за 3-е место сборной Чехии (8:4).
В 2025 году Свейман был вызван и играл за основную сборную США на Чемпионате мира 2025, на котором сборная США выиграла золото.